# DDR2 SDRAM

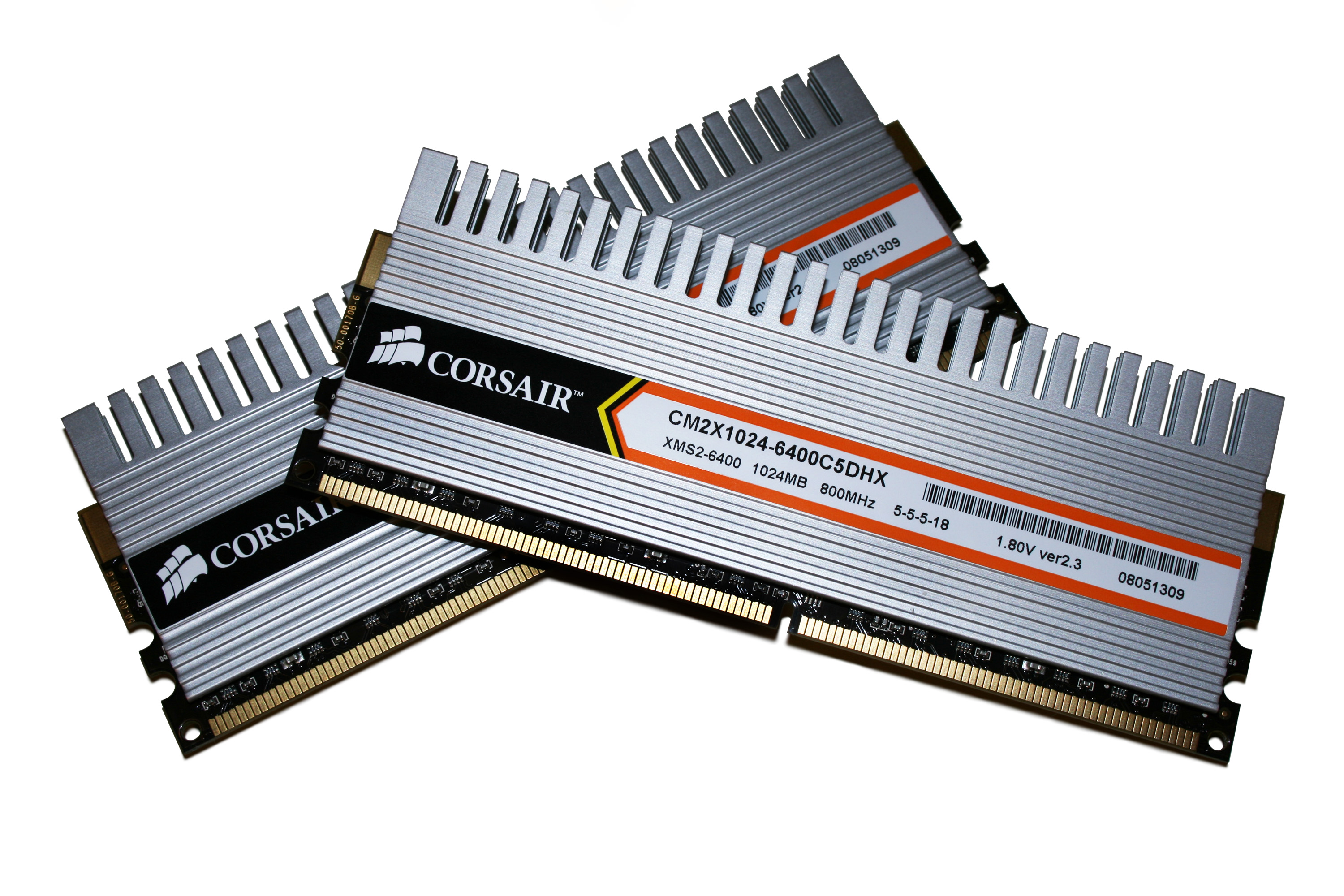
ヒートスプレッダ付のDDR2 SDRAM（PC2-6400）

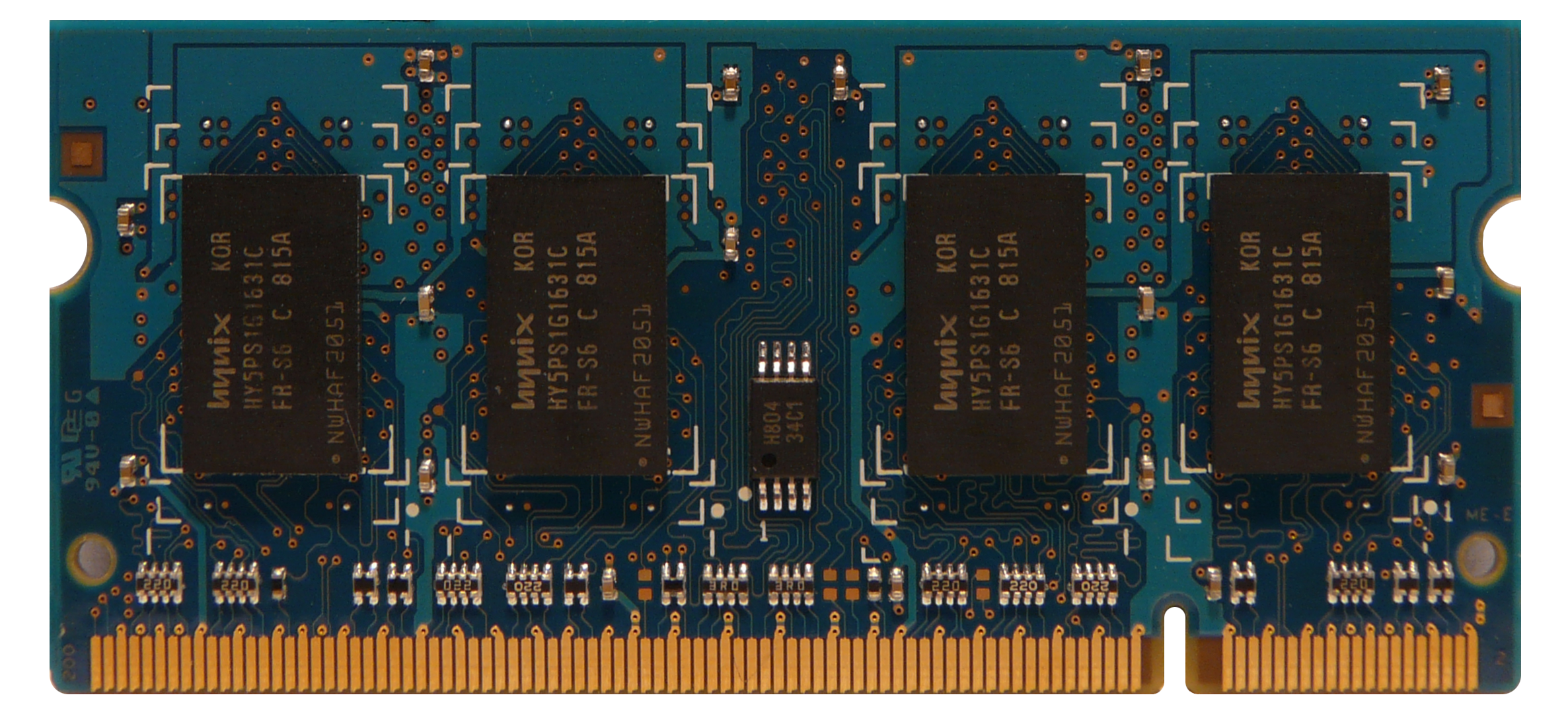
ノートPCなどで使われるSO-DIMM

DDR2 SDRAM (Double-Data-Rate2 Synchronous Dynamic Random Access Memory) は、半導体集積回路で構成されるDRAMの規格の一種である。
4ビットのプリフェッチ機能（CPUがデータを必要とする前にメモリから先読みして取り出す機能）をもつ。内部クロックの2倍の外部クロックを用いるため、クロックの等倍で動作するDDR SDRAMの2倍、SDRAMの4倍のデータ転送速度が理論上得られる。パーソナルコンピュータにおいて2005年〜2009年頃（Pentium 4後期〜Intel Core 2）の主要なメインメモリとして、携帯電話においては2011年から（Cortex-A9など）用いられている。

## 仕様
DDR2 SDRAMにはメモリチップとメモリモジュールの2つの規格が存在し、メモリチップ規格は最大動作周波数、モジュール規格は搭載メモリチップの（すなわちメモリモジュールとしての）転送速度を示している。以下、バス幅64ビットの場合の表。パソコンで使われるDDR2はシングルチャンネルは64ビットをさすが、携帯電話などで使われるLPDDR2はバス幅32ビットがシングルチャネルを指すことに注意。
| チップ規格 | モジュール 規格 | メモリクロック (MHz) | バスクロック (MHz) | 転送速度 (GB/秒) |
| ---------- | --------------- | -------------------- | ------------------ | ---------------- |
| DDR2-400   | PC2-3200        | 100                  | 200                | 3.200            |
| DDR2-533   | PC2-4200        | 133                  | 266                | 4.267            |
| DDR2-667   | PC2-5300        | 166                  | 333                | 5.333            |
| DDR2-800   | PC2-6400        | 200                  | 400                | 6.400            |
| DDR2-900   | PC2-7200        | 225                  | 450                | 7.200            |
| DDR2-1000  | PC2-8000        | 250                  | 500                | 8.000            |
| DDR2-1066  | PC2-8500        | 266                  | 533                | 8.533            |
| DDR2-1150  | PC2-9200        | 287                  | 575                | 9.200            |
| DDR2-1200  | PC2-9600        | 300                  | 600                | 9.600            |
| DDR2-1333  | PC2-10664       | 333                  | 666                | 10.6             |

チップ「DDR2-800」モジュール「PC2-6400」以降（数字が大きいものほど新しい）は、チップ規格の「DDR2-1066」を除きJEDECで規格制定されていない独自仕様である。

## 低電圧版
通常の DDR2 は 1.8V 駆動。
- LV-DDR2 (DDR2L) - 1.5V
- LPDDR2 - 1.2V

## モジュール

デスクトップ用メモリの切り欠きの位置の違い

SO-DIMMでも切り欠き位置は変えられている

モジュールの動作電源電圧は、用いるメモリチップのリーク電流が減少したことが可能にした（従前規格であるDDR SDRAMの2.5V/2.6Vに比してより低い）1.8Vであり、これの副次効果として高いスルー・レートと消費電力の低減、それによる発熱の減少が得られた。動作電源電圧の差異からDDR SDRAMモジュールとの互換性はない。

### 日本における市場動向
パーソナルコンピュータ用途のものは、2004年から出回り始め、2006年以降、市場で主流のメモリモジュール規格となった。Pentium 4後期からCore 2あたりまで使われていた。Core 2 の FSB は最高でも 1600MHz (12.8GB/s) だったため、DDR2-800 をデュアルチャンネル構成で用いる(12.8GB/s)ことで十分であった。2009年では容量あたりの販売価格が非常に安いメモリであったが、後継の規格として一層の高速動作・消費電力低減を実現したDDR3 SDRAMが2007年から市場に出回り始め、2010年には自作パソコン向けマザーボードの新作ラインアップはほぼ完全にDDR3 SDRAMに移行した。